# Christopher S
Christopher S (* 16. Oktober 1969 in Bern; bürgerlich Christoph Martin Spörri) ist ein ehemaliger Schweizer House-DJ, Produzent und Labelinhaber.

## Karriere
Christopher S begann seine Karriere bereits mit 15 Jahren. Seinen ersten Erfolg landete er im Jahre 2002 mit der CD-Kompilation Smell the House Flowers, die bis in die obere Hälfte der Schweizer Kompilation-Charts vorrückte. Danach folgten weitere Kompilationen, darunter Jetset (2006), V.I.P (2007) und Superstar (2008), welche jeweils Platz 1 der Schweizer Kompilation-Charts erreichten.
Seine Single Star belegte Platz 98 der deutschen Singlecharts und Platz 64 der Schweizer Hitparade. Daraus ergab sich ein Vertrag mit dem deutschen Plattenlabel Kontor Records. Die späteren Singles One Day, Tear Down the Club und Rock this Club waren ebenfalls erfolgreich. Im Jahr 2014 tourte Christopher S gemeinsam mit Luca Hänni, dem Sieger der 9. Staffel der deutschen Castingshow DSDS, durch die Schweiz. Es entstanden ein gemeinsames Studioalbum sowie zwei Single-Auskopplungen. Das Album und die beiden Singles erreichten gute Chartplatzierungen. Sein letztes Album Finale erschien im Jahre 2016 und enthielt Lieder aus seiner aktiven DJ-Zeit von 1996 bis 2016.
Mit Fuck the DJ! besass er über einen kurzen Zeitraum ein eigenes House-Label, welches mehrheitlich Schweizer Dance- und House-Künstler unter Vertrag nahm.

## Leben
Mit Bekanntgabe seiner Privatinsolvenz zog sich Spörri aus dem Nachtleben zurück und arbeitete bis 2018 für einen Verlag.

### Verfahren wegen Brandstiftung
Am 25. November 2016 wurde er vom Berner Regionalgericht wegen Anstiftung zur Brandstiftung und versuchten Versicherungsbetrugs zu sechs Jahren Gefängnis verurteilt. Er plädierte auf unschuldig und legte Berufung gegen das Urteil ein. Am 3. Juli 2018 wurde er in zweiter Instanz vom Berner Obergericht zu einer Freiheitsstrafe von vier Jahren und einer bedingten Geldstrafe in der Höhe von 23'400 Franken verurteilt. Hinzu kamen Schadenersatzzahlungen von insgesamt 142'500 Franken. Gegen dieses Urteil legte er Beschwerde beim Bundesgericht ein. Als letzte Instanz bestätigte dieses allerdings am 3. Oktober 2019 das Urteil des Obergerichts, womit Spörri die vierjährige Freiheitsstrafe antreten musste. Trotz Bundesgerichtsentscheid kämpfte Spörri weiter und reichte Beschwerde beim Europäischen Gerichtshof für Menschenrechte in Strassburg ein. Auch dieser lehnte die Beschwerde ab, und Spörri musste seine Strafe Anfang 2022 – COVID-19-Pandemie-bedingt verspätet – in der Justizvollzugsanstalt Witzwil im Kanton Bern antreten.

### Verfahren wegen Betrugs
Im Mai 2024 gab es erneut Betrugsvorwürfe gegen Christoph Spörri, wonach er 2017 zweimal ein geleastes Auto verkauft haben soll. Er musste sich wiederum vor dem Regionalgericht Bern-Mittelland verantworten und wurde zu einer bedingten Haftstrafe von neun Monaten schuldig gesprochen. Das Gericht folgte damit mit seinem Urteil grösstenteils den Vorwürfen der Anklageschrift: schuldig in den Punkten Betrug, unrechtmässige Aneignung und arglistige Vermögensschädigung, nicht schuldig u. a. in der Urkundenfälschung.

## Diskografie

### Studioalben
- 2010: Fabulous
- 2010: Houseclass
- 2011: Glorious
- 2011: Sincere
- 2014: Dance Until We Die

### Kompilationen
- 1999: Nation to Nation
- 2000: Ugly House 8
- 2001: Double House Vol. 2
- 2001: Official Radio Street Parade 2001
- 2001: Houseflowers
- 2002: Double House Vol. 3
- 2002: Double House Vol. 4
- 2002: Smell the House Flowers
- 2003: House Boulevard
- 2004: Double House Vol. 6
- 2005: Lifestyle
- 2006: Luxury
- 2006: Energy 2006 House
- 2006: Jet Set
- 2007: F.A.M.O.U.S.
- 2007: Energy 2007 House
- 2007: V.I.P
- 2008: Energy 2008 House
- 2008: Superstar
- 2008: Champions
- 2009: Fuck the DJ
- 2009: Energy 2009 House
- 2009: Highlight
- 2009: Fuck the DJ Pt. 2
- 2010: Fuck the DJ Pt. 3
- 2010: Energy 2010 House
- 2010: Fuck the DJ Pt. 4
- 2011: Fuck the DJ Pt. 5
- 2012: Fuck the DJ Pt. 6
- 2012: Fuck the DJ Pt. 7
- 2012: Tear Down the Club
- 2013: Fuck the DJ Vol. 8

### Singles
- 2009: Cosmic Girl (feat. Brian)
- 2010: Rhythm Is a Dancer (mit Mike Candys feat. Antonella Rocco)
- 2011: Horny! (feat. MC X-Large)
- 2011: Star (feat. Max Urban)
- 2012: One Day (feat. Max Urban)
- 2012: Jump! (feat. Jamayl da Tyger)
- 2012: Rockin’ with the Best (feat. Jamayl da Tyger / Brian)
- 2012: Tear Down the Club (feat. Tommy Clint)
- 2012: Let You Go (feat. Nalaya)
- 2012: We Own the Floor (mit Kwan Hendry feat. SoulCream)
- 2013: Put Your Hands Up for the World (feat. Max Urban)
- 2013: Generation Love (feat. Tommy Clint)
- 2013: Rock This Club (feat. Max Urban)
- 2014: I Can’t Get No Sleep (mit Luca Hänni)
- 2014: Good Time (mit Luca Hänni)

### Remixe
- 2010: DJ Antoine – Move On Baby
- 2010: Mike Candys feat. Evelyn – Together Again
- 2011: Mike Candys & Jack Holiday – Insomnia
- 2011: Dwaine feat. Diddy, Keri Hilson & Trina – U R A Million $ Girl
- 2012: René de la Moné & Slin Project – 2012 (Get Your Hands Up)
- 2012: Jack Holiday & Mike Candys – Children
- 2012: Dipl. Inch – Where’s the Church
- 2013: Flava & Stevenson feat. Free G – Mummy (YumYum)
- 2013: Luca Hänni – Shameless